# Team Dalakraft
Team Dalakraft Avesta – żużlowy klub z Avesty (środkowo-południowa Szwecja). Zespół występuje w szwedzkiej lidze Allsvenskan.

## Skład na sezon 2007
- Daniel Davidsson
- Oliver Allen
- Paweł Miesiąc
- Grzegorz Zengota
- Tomasz Rempała
- Adrian Gomólski
- Mathias Schultz
- Linus Sundström
- Kyle Legault